# リトコール酸
リトコール酸（リトコールさん、英: Lithocholic acid）は、脂質を可溶性にして吸収を高める界面活性剤の役割をする胆汁酸の一種である。結腸内において微生物の活動により一次胆汁酸であるケノデオキシコール酸から二次胆汁酸として生合成される。この反応は一部の腸内細菌が有する胆汁酸-7α-デヒドロキシラーゼによってリトコール酸が生成される。腸内細菌の総菌数の1〜10パーセント程度の多くの菌株が低い胆汁酸-7α-デヒドロキシラーゼ生産能を有することが確認されている。リトコール酸は、人や実験動物に発癌をもたらすとされている。食物繊維はリトコール酸を吸着し、大便として排出することを促進する。
さらには、ラットで各種ポリフェノール（カフェ酸、カテキン、クルクミン、エラグ酸）の摂取がリトコール酸の生成を減少させたとの報告がある。